# Evžen Jecho
Evžen Jecho (* 24. prosince 1945 Zlín) je český sochař, grafik, architekt, spisovatel, novinář, pedagog, fotograf, člen SN ČR, člen UVU Praha - SVUT JHV Morava, člen Sdružení Bienále Brno, Internationale Trademark Center Belgie a International Institute for Informations Design Rakousko, Alpahabugs Internationale Anglie (1995–1999).

## Životopisné údaje a výtvarná prezentace
Narodil se v roce 1945 ve Zlíně. Od roku 1967 žije v Otrokovicích. Studoval UMPRUM v Uherském Hradišti (1961–1965) u prof. L. Havelky a J. Jašky. Postgraduálně Marketing a propagaci v Brně (1973–1975) u prof. Ing. Z. Červeného a PhDr. M. Adamíka, CSc.
Mimo volnou tvorbu se realizoval v oblasti užitého umění v grafice a výstavnictví. Projektoval a graficky řešil řadu komerčních expozic pro pražské PZO Exico, Pragoexport, Kovo, Technoexport, Strojimport, Merkuria aj. Projektoval desítky expozic pro Inchebu Bratislava. Projektoval zlínské výstavy Mikroelektronika '85 a '87, třikrát expozice pro Agropodnik Slušovice a mnoho dalších. Projektoval tři expozice pro Moravské zemské muzeum v Brně. Pro toto muzeum vytvořil i skládací výstavářský systém Mobil (74 prvků), kterému byl v Praze udělen průmyslově chráněný vzor (1990).
Graficky ztvárnil stálé expozice J. A. Komenský pro muzeum v Uherském Brodě (1992), T. G. Masaryk pro muzeum v Hodoníně (1997) a Bedřich Smetana pro muzeum v Praze (1998).
V sochařské tvorbě hledal svůj rukopis, osobitou formu projevu. Mezitím si "odskočil" na několik let do oblasti grafických symbolů, zkratek a novotvarů. Vytvořil přes 2500 znaků ještě bez počítačové techniky. Většinu z nich vydal tiskem v Katalogu 1 a 2. Až po roce 1990 se přeorientoval na PC a přes výrobce a prodejce fontů v Kanadě nabízí 300 digitalizovaných znaků a dva fonty v provedení pro PC a MAC. Geometrie se následně promítla do jeho sochařské tvorby a této formě zůstává věrný. Člení, vrství a kombinuje geometrické tvary do komorních i monumentálních plastik a objektů. V počítačové grafice vytváří abstraktní geometrické kompozice z vlastních novotvarů.

## Kolektivní výstavy (výběr)
- Bienále užité grafiky, Brno, 1986
- Bienále plakátu, Lahti, Finsko ,1987
- Čs. design, Raleigh, USA,1988
- Self Image Jerusalem, Izrael, 1989
- Bienále plakátu, Varšava, Polsko, 1990
- Self Image, Tokio, Japonsko, 1990
- 1st World Logo Design Biennial, Ostend, Belgie, 1994
- Grafický design, SBB, Brno, 2000
- Grafický design, SBB, Praha, 2001
- Plakát na téma 20, SBB, Brno, 2002
- Mezinárodní sochařská výstava AMEDEA, Hlinsko, 2002
- 2. salon Salve Gaurda, Litoměřice, 2002
- Grafix, Břeclav, 2003
- Pozdní výběr, Zlín, 2003
- Novoročenky, SBB, Brno, 2004
- Grafika roku '04, Praha 1, 2005
- Grafix, Břeclav, 2005
- Mail Art, Ostrava, 2005
- Identita, SBB, Brno, 2006
- Salon filmových klapek, Praha, Brno, Zlín, 2006
- 1. výtvarný salon, Otrokovice, 2007
- Divadlo svět, SBB, Brno, 2007
- 2. výtvarný salon, Otrokovice, 2008
- Grafika roku '08, Praha 1, 2009
- 3. výtvarný salon, Otrokovice, 2009
- Členská SVUT, Uherský Brod, 2010
- 4. výtvarný salon, Otrokovice, 2010
- Členská SVUT, Hodonín, 2011
- Art & design, SBB, Brno, 2011
- 5. výtvarný salon, Otrokovice, 2011
- Členská SVUT, Olomouc, 2012
- 6. výtvarný salon, Otrokovice, 2012
- Grafika roku '12, Praha 1, 2013
- Členská SVUT, Uherské Hradiště, 2013
- 7. výtvarný salon, Otrokovice, 2013
- Grafika roku '13, Praha 1, 2014
- Členská SVUT, Otrokovice, 2014
- 8. výtvarný salon, Otrokovice, 2014
- Členská SVUT, Piešťany, Slovensko, 2015
- 9. výtvarný salon, Otrokovice, 2015
- Členská SVUT, Zlín, 2016
- 10. výtvarný salon, Otrokovice, 2016
- 11. výtvarný salon, Otrokovice, 2017
- Výstava v Alternativě Zlín k 15. výročí 2018
- 12. výtvarný salon, Otrokovice, 2018

## Samostatné výstavy
- 1980 - Ohlédnutí, Dům kultury, Zlín
- 1981 - Ohlédnutí, Kulturní klub, Otrokovice
- 1988 - Průřez tvorbou, Muzeum, Zlín
- 1989 - Otec a dcera, Kulturní klub, Otrokovice
- 1989 - Otec a dcera, Dům kultury, Zlín
- 1996 - Geometrie, Muzeum, Zlín
- 1996 - Geometrie, Galerie, Würselen, Německo
- 1996 - Geometrie, Galerie, Aachen, Německo
- 1997 - Geometrie, Galerie SM, Uherské Hradiště
- 2000 - Geometrie, Galerie, Veselí nad Moravou
- 2001 - Prolínání impulsů, Dům kultury, Otrokovice
- 2002 - Abstraktní geometrie, Galerie, Hodonín
- 2004 - Sochařské portréty, ČSOB, Otrokovice
- 2005 - Abstraktní geometrie, Nová síň, Praha 1
- 2007 - Koláže, Baťův mrakodrap, Zlín
- 2008 - Průřez grafickou tvorbou, Ha divadlo, Brno
- 2010 - Abstraktní geometrie, foyer Městského divadla, Zlín
- 2012 - Ilustrační tvorba, Knihovna B. B. Buchlovana, Uh. Hradiště
- 2013 - Abstraktní geometrie, foyer Slováckého divadla, Uh. Hradiště
- 2015 - Otisk identity, galerie Alternativa, Zlín
- 2016 - Kláže a objekty, foyer Městského divadla, Zlín
- 2017 - Abstraktní geometrie, Městská galerie, Otrokovice

## Galerie

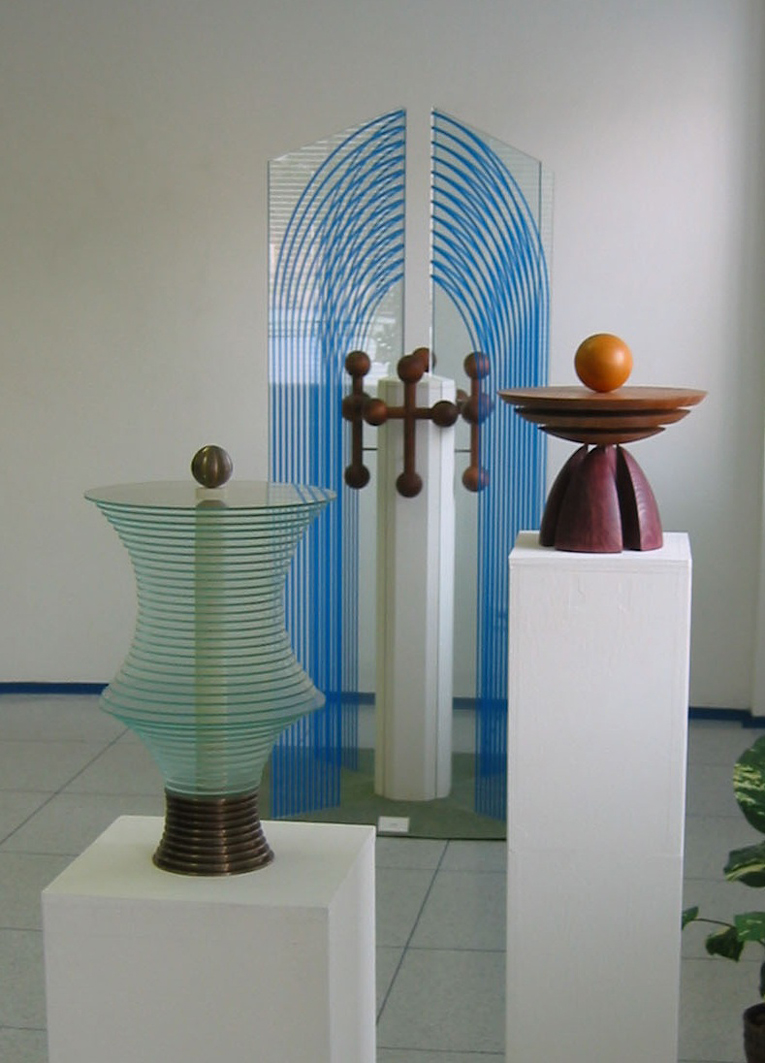
Váza (sklo, kov), Mísa s jablkem (dřevo), Kaple (sklo, dřevo)
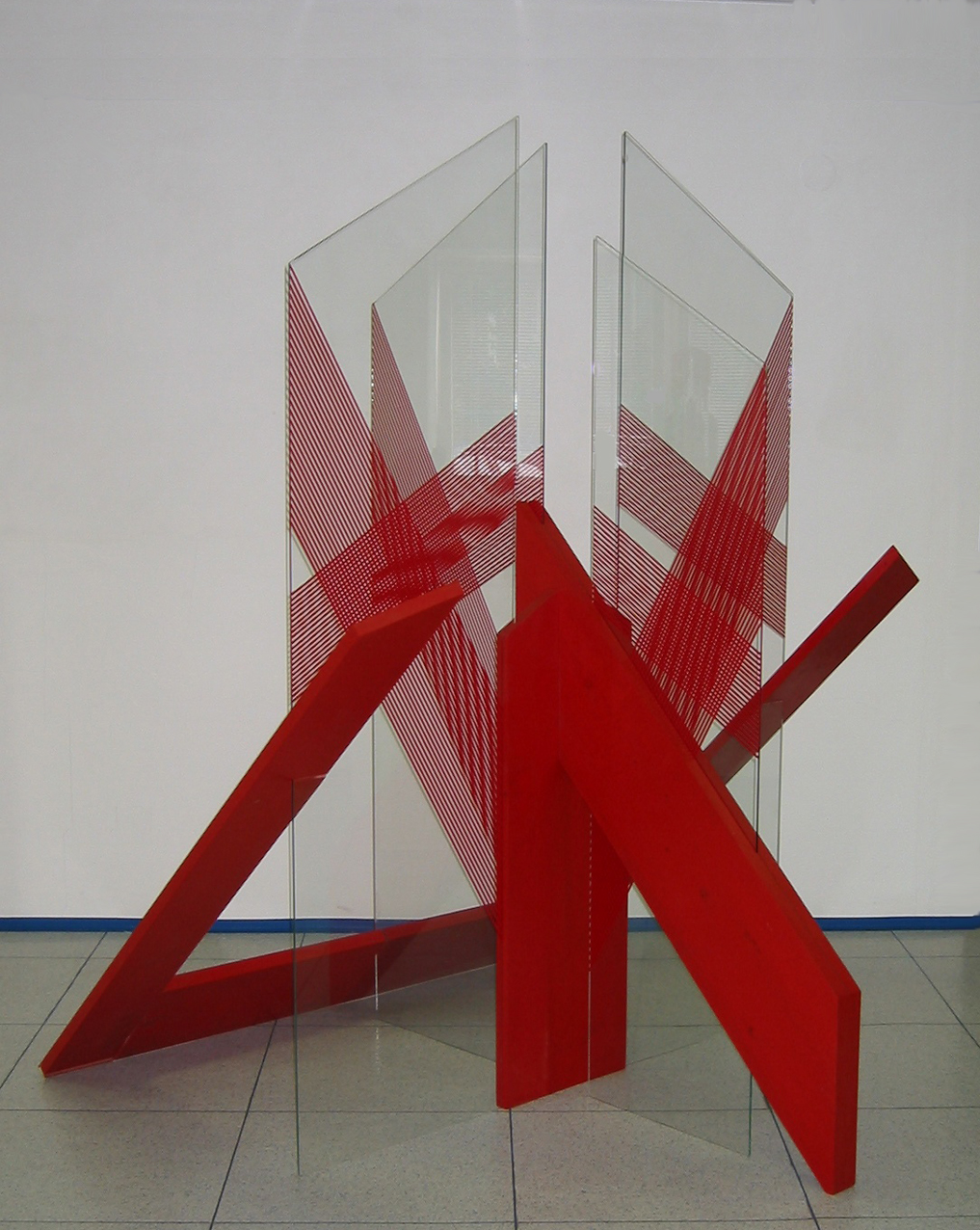
Čertova stěna (dřevo, sklo)
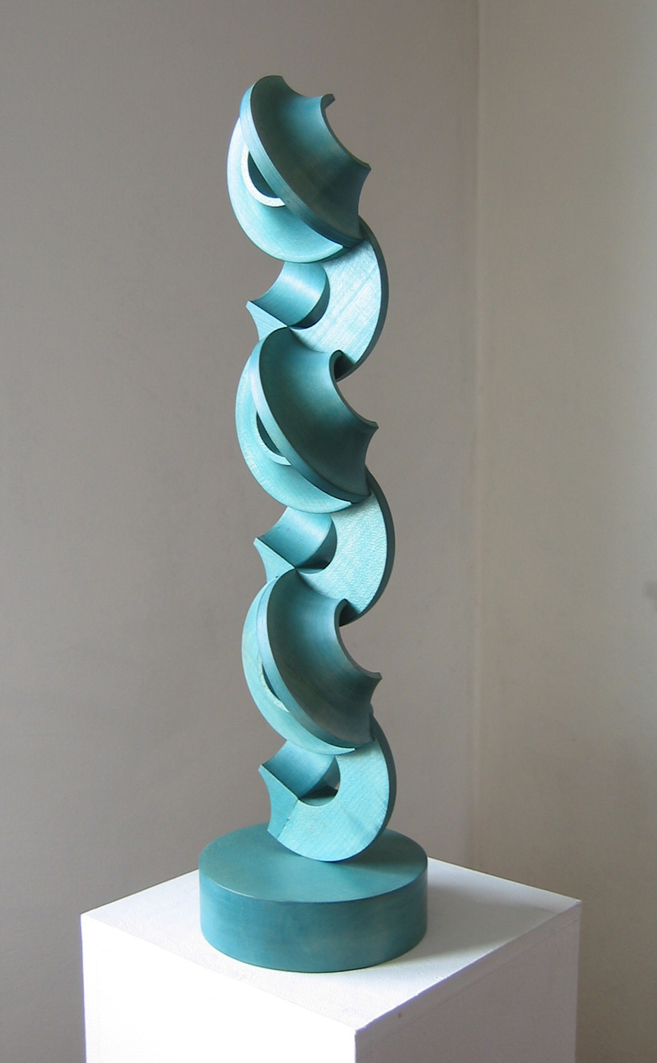
Provlékání (dřevo)
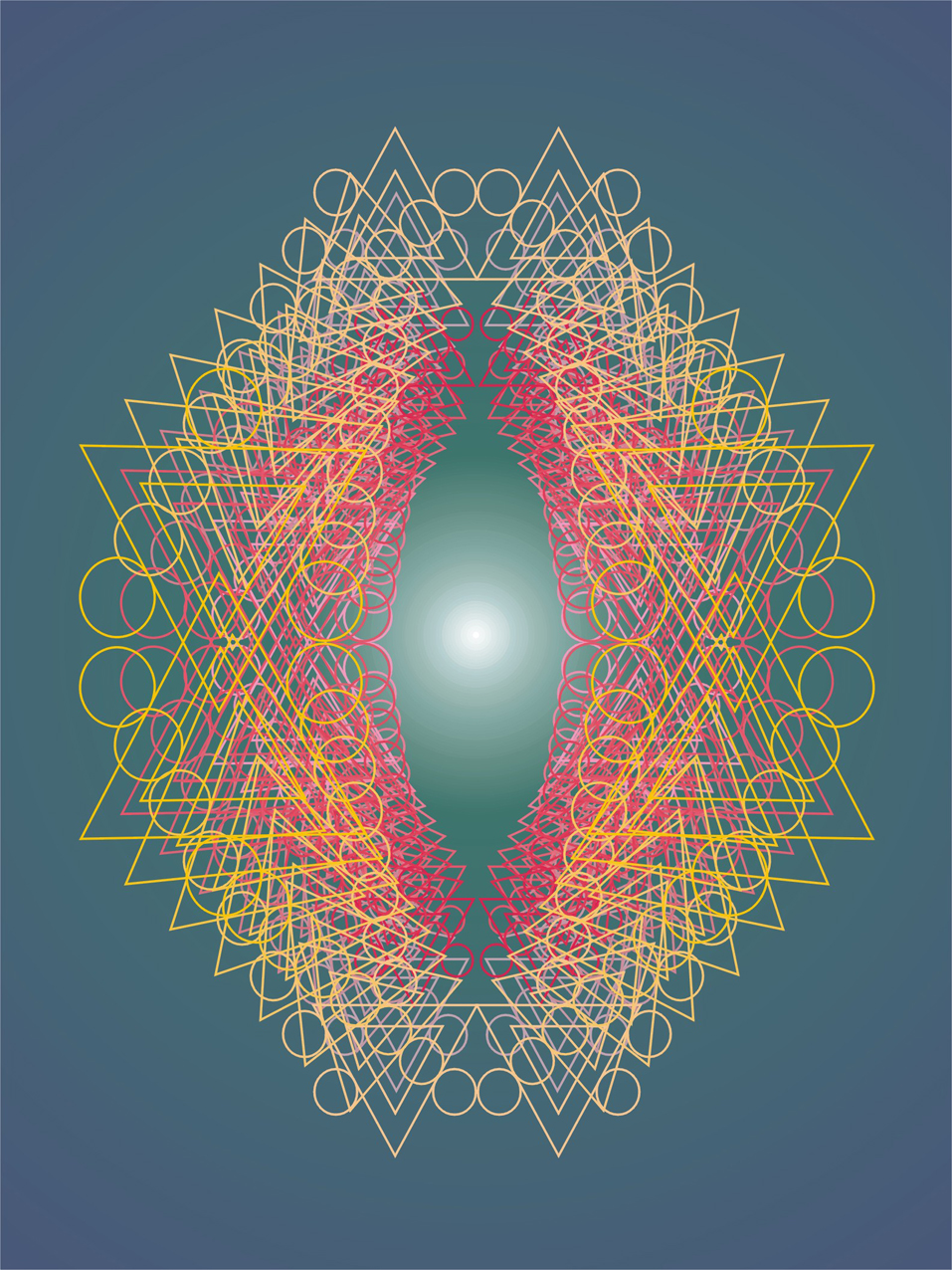
Zrod života (grafika)
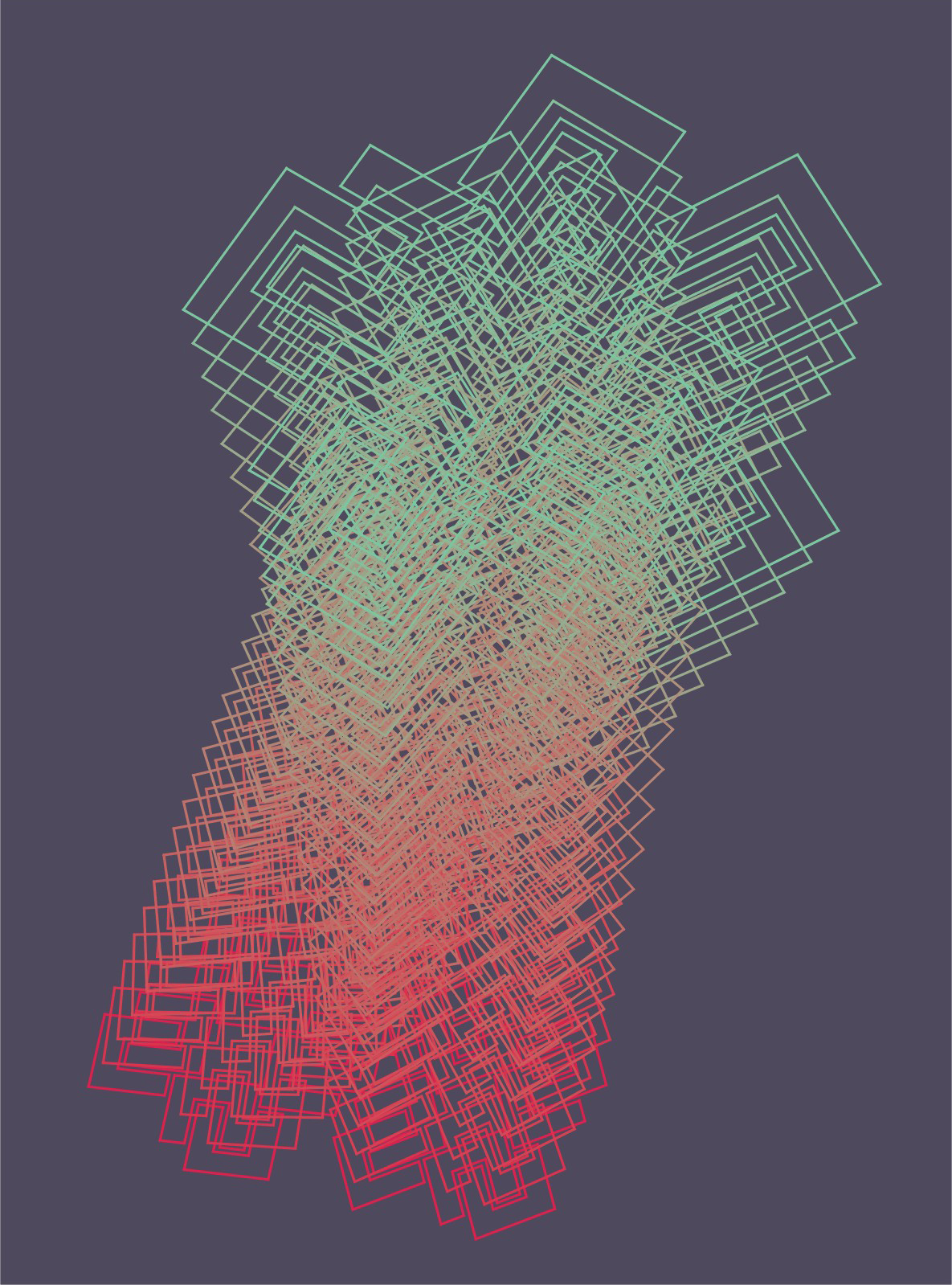
Podzimní nokturno (grafika)
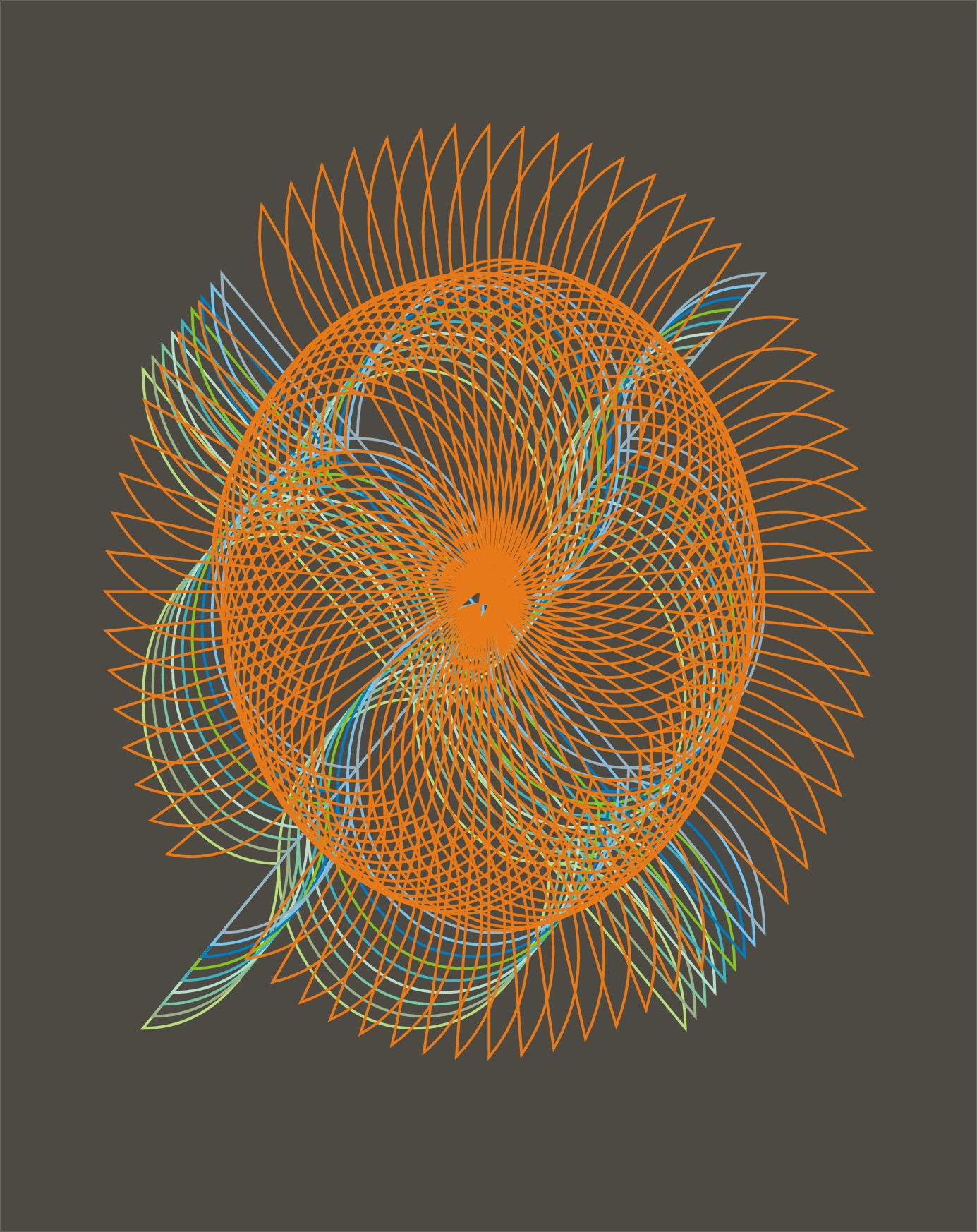
Medúza (grafika)

## Zastoupení ve sbírkách
- Croydon, Velká Británie - grafika
- Aachen, Německo - plastika, grafika
- Wiesbaden, Německo - monumentální bronzová plastika
- Braunau, Rakousko - bronzový reliéf

## Užitá grafika
- Galerie Brno
- Muzeum plakátu, Varšava, Polsko
- Art Museum Lahti, Finsko
- Museum of Modern Art, Toyama, Japonsko
- Groep Interecho Zandhoven, Belgie
- Supon Design Group Washington, USA
- Typo Directors Club, New York, USA
- Museum Jerusalem, Izrael
- Museum Getty Los Angeles, USA
- Museum Hongkong, Čína

## Literární prezentace
Profesně se nejdříve věnoval psaní scénářů pro výstavy, fotografické projekty, propagační kampaně, reklamní spoty a krátké filmy. Později se aktivně zapojil jako dopisovatel do různých novin a časopisů, což mu přineslo členství v Syndikátu novinářů ČR (2003). Nosné publikované příspěvky jsou v archivu České národní knihovny v Praze.

V literární tvorbě jej nejdříve oslavilo psaní poezie. V letech 1984 – 87 vydává pět básnických sbírek v samizdatu. Psaní prózy si odzkoušel na autobiografickém ohlédnutí. Následně si vyzkoušel fiktivní povídku, která ho navedla k projektu napsat ucelený román.
V dalších literárních pracích se střídají žánry poezie, romány, cestopisy, úvahy a fejetony. Všechny vydané tituly jsou v NK ČR v Praze a v Památníku národního písemnictví v Praze.

## Vydané básnické sbírky
- 1984 - Život žít (samizdat)
- 1985 - Umění žít (samizdat)
- 1986 - Blues života (samizdat)
- 1986 - Projížďka životem (samizdat)
- 1987 - Kouzlo života (samizdat)
- 2003 - Ruleta života
- 2003 - Život žít (reedice 2. vydání)
- 2003 - Kouzlo života (reedice 2. vydání)
- 2004 - Jeviště života
- 2004 - Blues života (reedice 2. vydání)
- 2006 - Kruh života
- 2008 - Píseň života
- 2010 - Barvy života, společný almanach s autorkou Helenou Žůrkovou
- 2011 - Projížďka životem (reedice 2. vydání)
- 2012 - Umění žít (reedice 2. vydání)
- 2012 - Smysl života

## Vydané tituly prózy
- 1997 - Co život dal
- 1998 - Za omyly se platí
- 1999 - Osudové střetnutí
- 2000 - Za omyly se platí (2. vydání)
- 2002 - Co život nadělil
- 2003 - Za omyly se platí (3. vydání, USA, stát Texas)
- 2005 - Souznění duší
- 2007 - Zážitky a pocity
- 2010 - Poznávání nikdy nekončí
- 2011 - Dva pohledy /1/, úvahy nad zadanými slovy s autorkou H. Kačírkovou
- 2011 - Ohlédnutí za vojnou
- 2012 - Dva pohledy /2/, úvahy nad zadanými slovy s autorkou H. Žůrkovou
- 2013 - Poznávání rozšiřuje vědomosti
- 2014 - Dva pohledy /3/, úvahy nad zadanými slovy s autorkou L. Pelechovou
- 2017 - Poznáváním získáváme rozhled
- 2020 - Poznáváním nabízíme soulad

## Samostatné literární večery
- 1998 - Literární podvečer, Knihovna F. Bartoše, Zlín, přednes: Pavel Leicman
- 1999 - Literární podvečer, Knihovna F. Bartoše, Zlín, přednes: Helena Čermáková
- 2002 - Kouzlo života, Kavárna Charity, Zlín, přednes: Ludmila Keřkovská
- 2003 - Ruleta života, Vinárna Hybernia, Praha 1, přednes: Jiří Brož
- 2004 - Z tvorby, Kavárna Charity, Zlín, přednes: Ludmila Keřkovská
- 2005 - Jeviště života, Kulturní institut Alternativa, Zlín, přednes: Ludmila Keřkovská, Petra Domžalová, Pavel Hloušek
- 2006 - Kruh života, Divadlo v klubu, Zlín, přednes: Helena Čermáková, Tomáš Stolařík, Helena Žůrková
- 2008 - Píseň života, Divadlo v klubu, Zlín, přednes: Pavel Vacek, Helena Žůrková
- 2010 - Barvy života, literární podvečer, Městská knihovna Holešov, přednes: Helena Žůrková a autor
- 2012 - Smysl života, Krajská knihovna F. Bartoše, Zlín, přednes: Ludmila Pelechová, Milada Šimková, Božena Šamšová
- 2013 - Dva pohledy /1/, Muzeum - zámek, Zlín, přednes: Ludmila Pelechová a autor
- 2014 - Dva pohledy /3/, Krajská knihovna F. Bartoše, Zlín, přednes: Ludmila Pelechová a autor
- 2015 - Literární odpoledne, Senior Point, Zlín, přednes: Ludmila Pelechová a Božena Šamšová

## Fotografická prezentace
Od deseti let fotografuje. Fotí život kolem sebe. Lidi, portréty, zvířata, sport, architekturu, reportáž a rodinu. Profese v zaměstnání Jecha nasměrovala do reklamy. Psal libreta pro reklamní fotografování. Aranžoval reklamní snímky s modelkami. Řada jeho snímků byla publikována v denících, časopisech, prospektech a na plakátech.

## Samostatné výstavy
- 2002 - První dáma a její konkurence (Paříž), Otrokovice
- 2002 - Město čardášů (Budapešť), Otrokovice
- 2003 - Město valčíků (Vídeň), Otrokovice
- 2004 - Kosmopolitní metropole (Londýn), Otrokovice
- 2005 - Evropské metropole (Paříž, Londýn, Vídeň, Řím), Otrokovice
- 2006 - Otrokovická krajina, Otrokovice
- 2006 - Tváře měst (Budapešť, Vídeň, Madrid, Paříž, Londýn, Řím), Zlín
- 2009 - Město Otrokovice a jeho zákoutí, Zlín
- 2010 - New York, město dvou tváří, Otrokovice
- 2011 - Město Otrokovice a jeho zákoutí, Otrokovice
- 2012 - Město Otrokovice ve čtyřech ročních obdobích, Městské divadlo Zlín
- 2013 - Tváře měst (Madrid, Paříž, New York), Uherské Hradiště

## Galerie

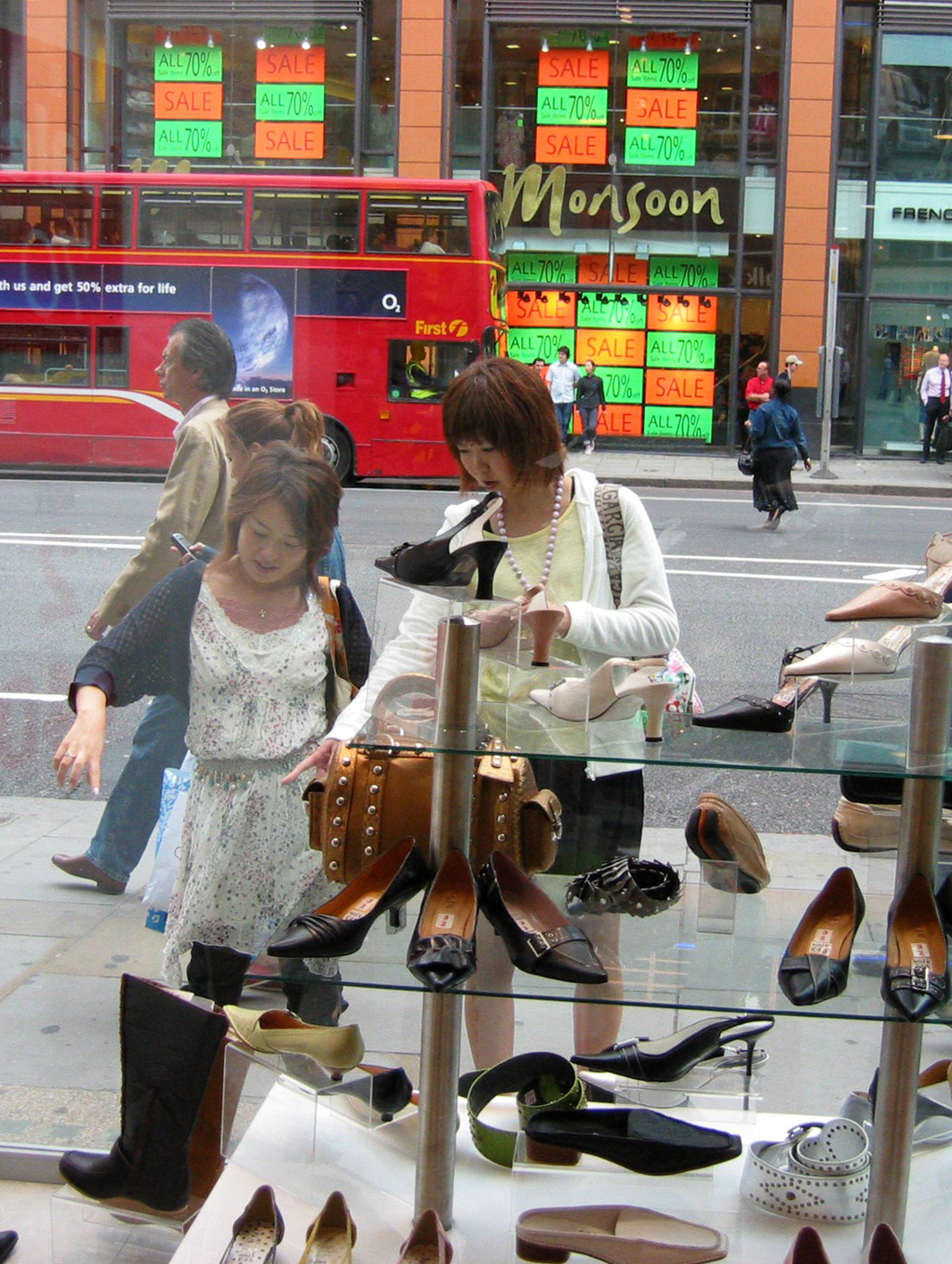
Okouzlené zákaznice (Londýn)
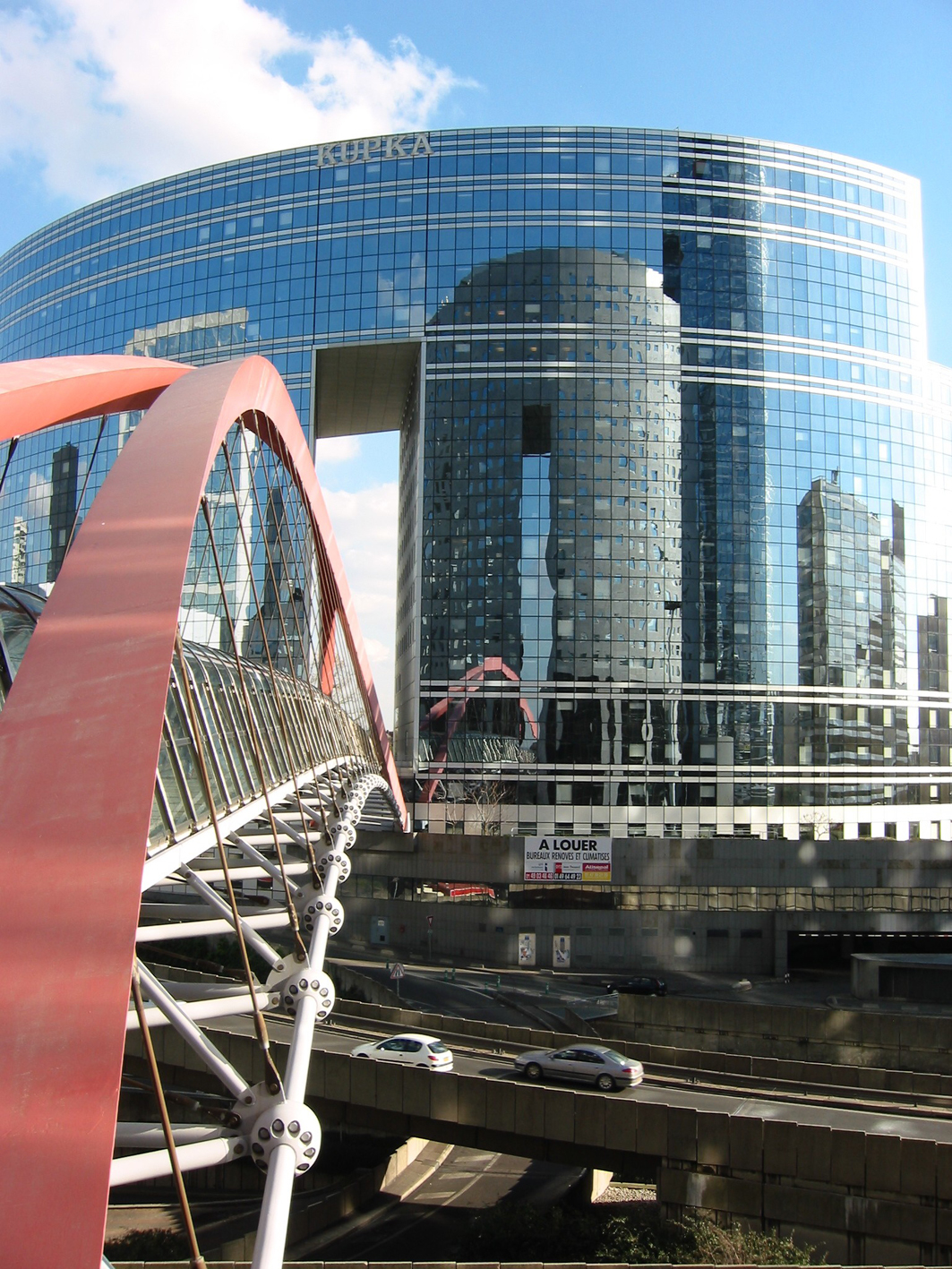
Která z nás je nejkrásnější? (Paříž)
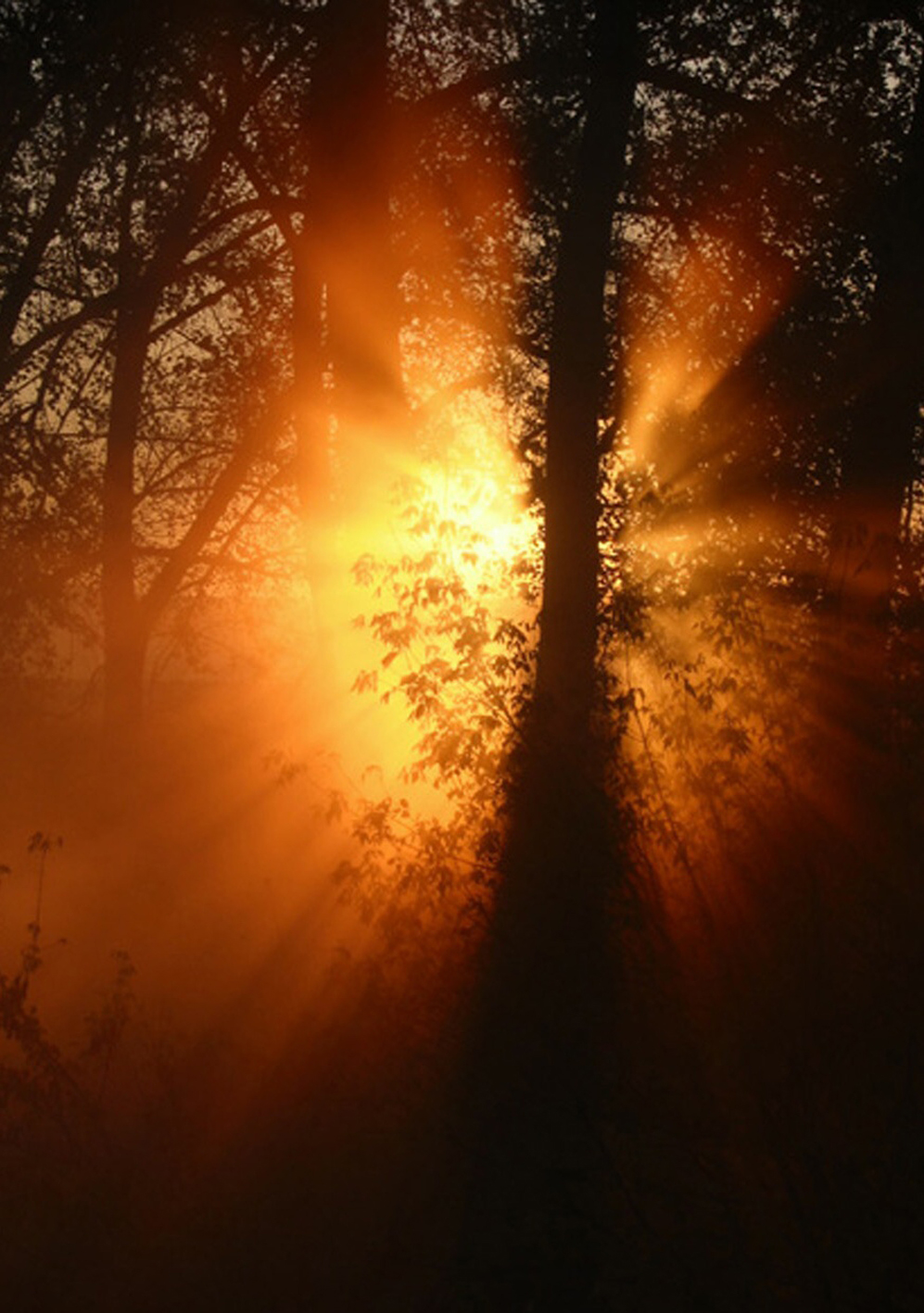
Ranní probouzení (Otrokovice)